# کفالت (یهودیت و مسیحیت)

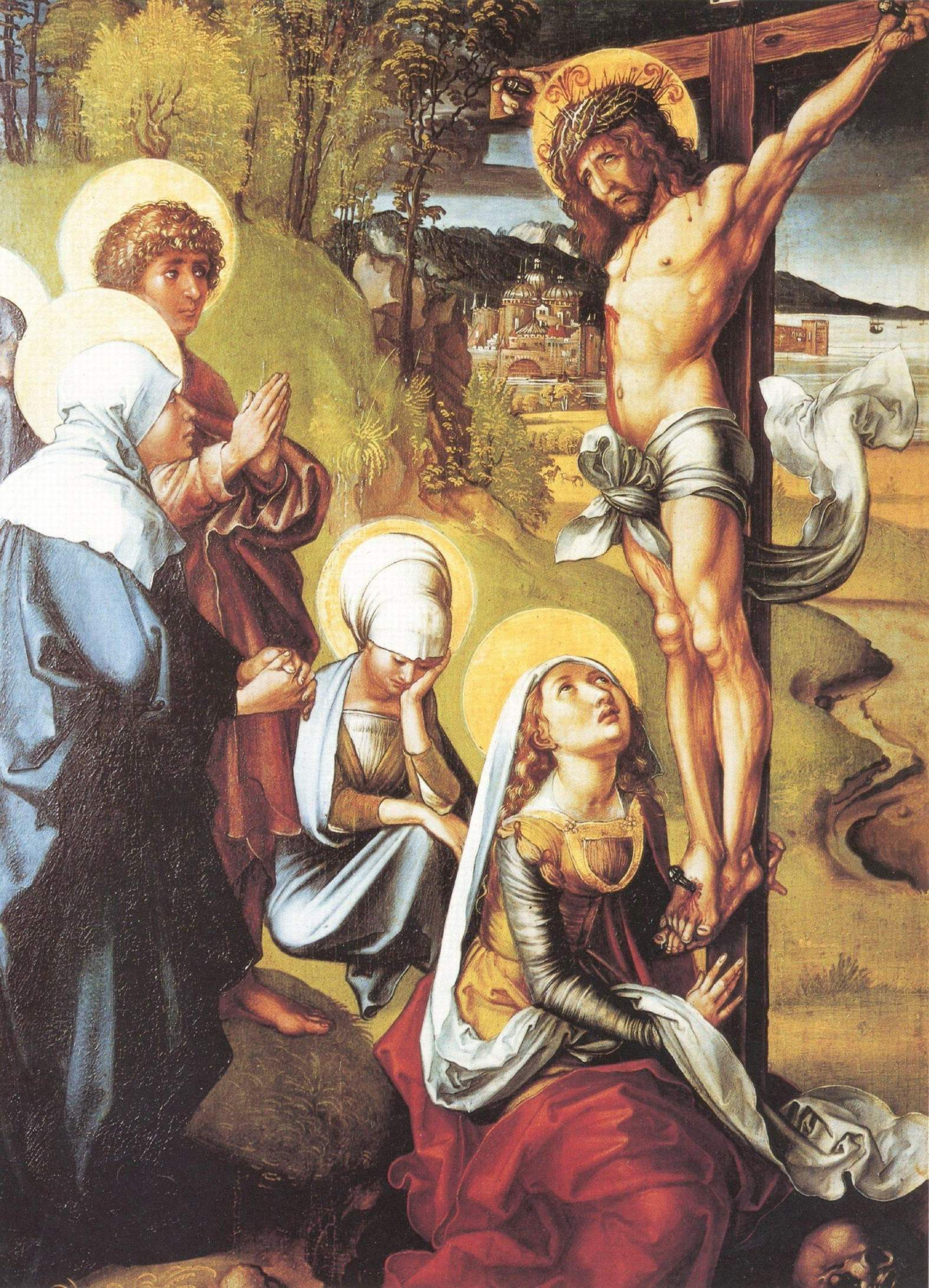
تصلیب مسیح، البرشت دورر، ۱۴۹۴ میلادی.

کفالت (انگلیسی: Propitiation) عمل مماشات کردن یا مهربان ساختن الوهیت است که در نتیجه موجب عنایت الهی یا اجتناب از عذاب الهی می‌شود. در حالی که برخی از این اصطلاح به جای «کفاره» استفاده می‌کنند، برخی دیگر تمایز شدیدی بین این دو قائل می‌شوند. بحث در اینجا فقط کاربرد در یهودیت و در سنت مسیحیت را در بر می‌گیرد.